# Roddenberryus mccoy
Roddenberryus mccoy (лат.) — вид мелких пауков рода Roddenberryus из семейства Caponiidae. Центральная Америка: Мексика (штат Южная Нижняя Калифорния). Название связано с вымышленным персонажем Леонардом Маккоем (Leonard H. McCoy) из вселенной «Звёздный путь» (Star Trek), служившим на борту звездолета USS Энтерпрайз в качестве главного врача, которого в оригинальном сериале играл американский актер ДеФорест Келли.

## Описание
Длина самца около 3 мм. Карапакс оранжевый, с инвагинациями по клипеальному краю. Хелицеры, пальпы, эндиты, лабиум, стернум и бёдра светлее, пателла, голени и нижняя половина метатарсусов бледно-оранжевые, дистальная половина метатарсусов и лапки светлее, почти белые. Брюшко бледно-серое, без дорсального и вентрального рисунка. В 2023 году вид вместе с таксонами Roddenberryus pelegrina, Roddenberryus kirk, Roddenberryus sargi и Roddenberryus spock был включён в состав отдельного нового рода Roddenberryus Sánchez-Ruiz & Bonaldo, 2023.